# Бивио Лаго Ротонда (Потенца)
Бивио Лаго Ротонда (итал. Bivio Lago Rotonda) је насеље у Италији у округу Потенца, региону Базиликата.
Према процени из 2011. у насељу је живело 48 становника. Насеље се налази на надморској висини од 857 м.